# Moc ładowania linii
Moc ładowania linii – moc bierna o charakterze pojemnościowym generowana przez długie i słabo obciążone linie elektroenergetyczne. 
Linia elektroenergetyczna może być odbiornikiem mocy biernej (straty wzdłużne mocy biernej), ale mogą również generować moc bierną (moce płynące gałęzią poprzeczną - tzw. moc ładowania linii).
Moc ładowania linii zależy od kwadratu napięcia. 